# 弗氏齒鰩
弗氏齒鰩（學名：Dentiraja flindersi），為軟骨魚綱鰩目鰩科齒鰩屬的一種，分布於東印度洋澳洲南部海域，深度27至54公尺，本魚盤狀亞圓形，寬度為體長的64–71%，第一背鰭起點的寬度為高度的2–2.6 倍，上顎前長度為體長的11–13%，頭腹長體長的27–31％，吻長為眶間寬的2.1-2.6倍，腹鰭大，成年雄魚後葉長度為體長25%，前葉長度為後葉的 60–69%，成魚鰭足較大，約佔全長的26%，盤前緣背面有細齒帶，腹面裸露，尾部通常有3排刺，上顎齒列多為34-41列，背部均勻黃棕色或有斑點，腹面均勻地呈淡黃色或白色，吻端呈黑色；腹側感覺孔沒有黑色邊緣或被暗色斑點包圍，體長可達31.6公分，棲息在大陸棚海域，為底棲性魚類，肉食性，卵生，生活習性不明。